# Xã Lind, Quận Grand Forks, Bắc Dakota
Xã Lind (tiếng Anh: Lind Township) là một xã thuộc quận Grand Forks, tiểu bang Bắc Dakota, Hoa Kỳ. Năm 2010, dân số của xã này là 62 người.